# NX-91001
- スタートレック
  - スタートレックに登場した宇宙船のクラス一覧 > ソヴェリン級 > NX-91001
  - Star Trek Online > NX-91001

NX-91001は、アメリカのSFテレビドラマ『スタートレック』シリーズを原作とするMMORPG、「Star Trek Online」に登場する架空の宇宙船。

## 概要
惑星連邦宇宙艦隊の万能重巡洋艦。全長692メートル、全高92メートル、全幅253メートル。総重量320万トン。巡航速度ワープ8、最高速度ワープ9.985。
U.S.S.エンタープライズEに代表されるソヴェリン級強襲巡洋艦のアップデートクラス開発のために建造された初期試作モデルで、地球暦2409年進宙、船名は公開されていない。
第一船体（円盤部）はソヴェリン級のものよりも肉厚になっており、左右両舷の段差部分がより深い。また形状がより円に近くなっている。第二船体（紡錘部）は小さくなり船窓の数も減っているが、メインデフレクター盤は大型化している。ワープナセルは細く優美だったものが骨太な形状に変わり、青い発光部は上面から側面に変更されている。また左右ナセルが中央に魚雷ポッドがあるアーチ上の構造物で連結されているが、これはのちに廃止される。
ソヴェリン級が就航した2370年代から40年間に培われた技術の集大成であり、バイオ神経回路を用いたコンピューターシステム・緊急用医療ホログラムおよび緊急司令ホログラム・ホログラムコンソール・天体測定ラボ・バイザーとリンクする遠隔操作探査機など、最新の設備を備えている。
のちに完成モデルであるU.S.S.ノーブル（NCC-91288）がノーブル級強襲巡洋艦の一番艦として制式採用され、マジェスティック級強襲巡洋艦・インペリアル級強襲巡洋艦・タイフーン級戦艦と続くソヴェリン級派生クラス群の先駆けとなる。

## 航法システム
セータ・マトリックス量子昇華混合システムを備えたクラス10ワープドライブを搭載。従来のワープドライブよりもダイリチウム結晶の消耗が格段に少ない。

## 攻撃および防御システム
タイプ14フェイザーアレイを16基、マルチ魚雷ランチャーを船首方向と船尾方向にそれぞれ4基の計8基搭載している。これ以外にもソヴェリン級から兵器の追加装備がなされているが、クリンゴン帝国と戦争中である状況を鑑みて、その詳細は魚雷弾頭積載数と合わせて機密扱いになっている。また、テトラバニューム合金製融除船体装甲と再生式防御シールドを備えており、きわめて高い防御性能を有する。

## 艦載機
シャトルクラフトとシャトルポッドを各10機搭載。なおシャトル格納庫は3か所ある。

## 補足
『Star Trek Online』を代表する一種のイメージキャラクターとしてデザインされたもので、初期の公式プロモーションムービーにおいて象徴的な登場の仕方をしたり、アメリカのゲーム雑誌『GAMEINFORMER』2008年10月号（第186号）で表紙を飾るなどしている。また小説『Star Trek Online: THE NEEDS OF THE MANY』の表紙も本艦を描いたものである。

## ノーブル級
ソヴェリン級強襲巡洋艦のアップデートクラスの完成モデル。左右ワープナセルを繋ぐアーチ状の構造物がオミットされた以外は、デザインや性能はNX-91001と同様。
U.S.S.ノーブル　U.S.S.Noble（NX-91288）
ノーブル級の一番艦。
U.S.S.キトマー　U.S.S.Khitomer（NCC-46701）
デイヴィス中佐の指揮。2409年、ヴェガ星系の戦いでボーグ艦隊と交戦し大破。船名はロミュラン帝国との境界に近いクリンゴン帝国領の惑星キトマーに由来。
U.S.S.トゥヴレア　U.S.S.T'Vrea
2409年、ドレイロン星系でウンディーネに乗っ取られたU.S.S.アテネを制圧した艦隊の1隻。
U.S.S.ラコタ　U.S.S.Lakota
2409年、ドレイロン星系でウンディーネに乗っ取られたU.S.S.アテネを制圧した艦隊の1隻。
I.S.S.リービッヒ　I.S.S. Liebig
テラン帝国宇宙艦隊所属、シェリー大佐の指揮。真実の道と共謀し、発光体を奪い鏡像世界へ持ち帰るミッションを遂行する。船名はクロロホルムを発見した化学者ユストゥス・フォン・リービッヒに由来。